# Orsa erythrospila
Orsa erythrospila là một loài bướm đêm trong họ Noctuidae.